# Araucarioxylon

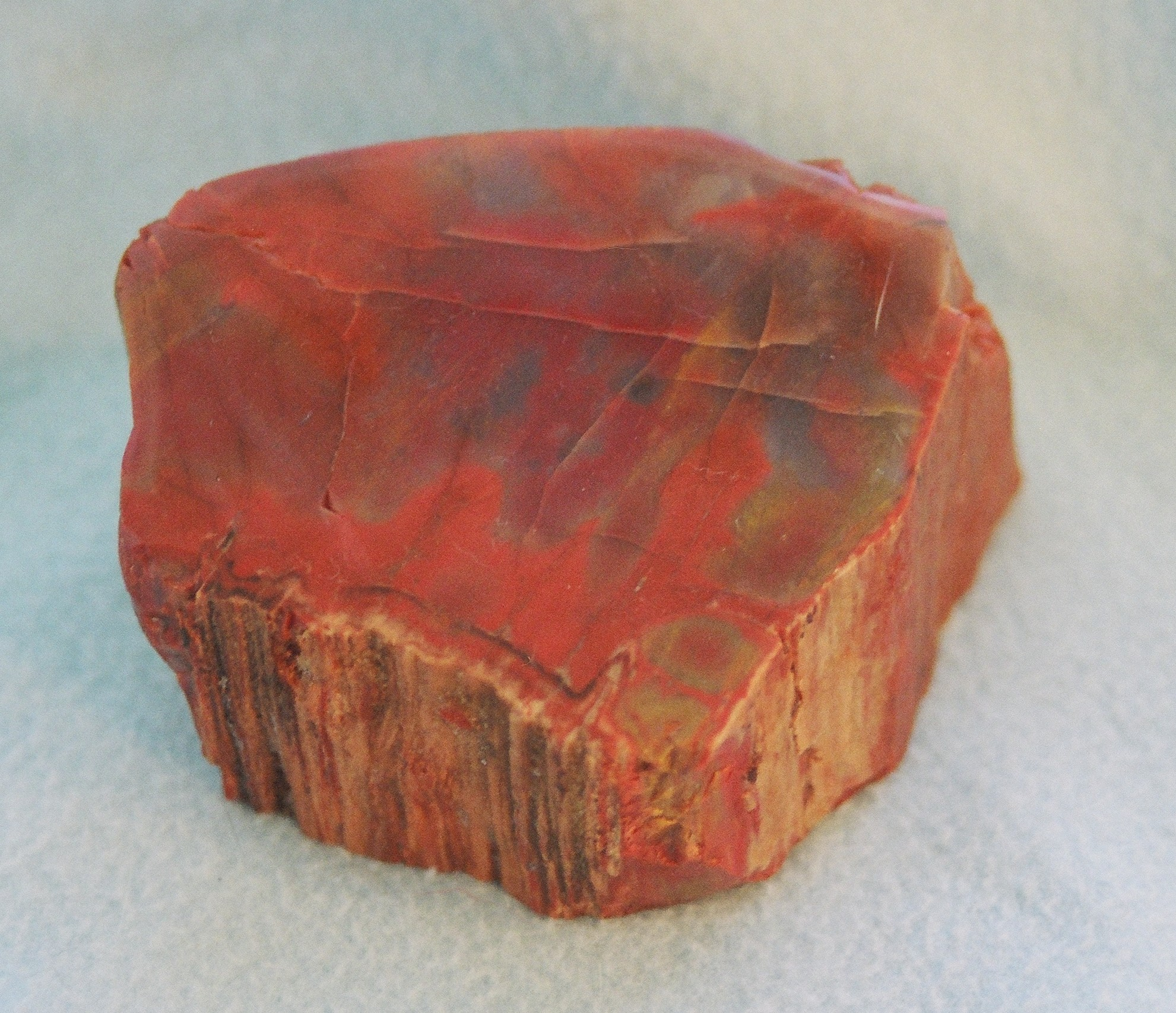
Typisches Erscheinungsbild von Araucarioxylon arizonicum

Araucarioxylon  ist die überholte Bezeichnung verschiedener Arten von ausgestorbenen Koniferen der Familie Araucariaceae. Die einzelnen Arten liegen als Bruchstücke von Stämmen und Ästen vor und sind nur unter dem Mikroskop zu unterscheiden. Im Petrified Forest National Park werden bis zu 90 % der dort auftretenden Bruchstücke versteinerten Holzes als Araucarioxylon arizonicum bezeichnet.
Unter dieser Bezeichnung sind die Versteinerungen das Staatsfossil von Arizona. Das versteinerte Holz dieser Bäume wird aufgrund der vielfältigen Farben, die einige Exemplare aufweisen, als „Regenbogenholz“ bezeichnet.

## Taxonomie
Die Gattung Araucarioxylon wurde 1870 von Gregor Kraus aufgestellt, und Frank Hall Knowlton führte 1889 nachfolgend Araucarioxylon arizonicum als neue Art auf. Alle im Petrified Forest und seiner Umgebung gefundenen Bruchstücke versteinerten Holzes mit dem „typischen“ Aussehen von Araucarioxylon wurden in der Folge dieser Art zugeordnet. Auf diese Weise entstand das Bild einer Koniferenart, die eine tropische Ebene des vorzeitlichen Arizona bewuchs, das zu dieser Zeit im Nordwestteil des Superkontinents Pangaea lag.
Die Zugehörigkeit dieser Bruchstücke zu einer einzigen Art wurde allerdings bereits Anfang des 20. Jahrhunderts angezweifelt. Spätere Untersuchungen ergaben, dass es sich tatsächlich nicht um eine einzige, sondern mehrere Arten handelt, die nur unter dem Mikroskop zu unterscheiden sind. So stützte sich zum Beispiel die Erstbeschreibung von Knowlton im Jahr 1889 auf drei Stammstücke aus dem Gebiet des Petrified Forest. Savidge betrachtete 2007 Araucarioxylon als ungültigen Namen (nomen superfluum), da dieser willkürlich von anderen, bereits bestehenden Namen abgeleitet wurde. Zusätzlich umfasste die auf diesem Namen aufgebaute Art offensichtlich verschiedene Arten. Aus diesem Grund ordnete er anhand der bei mikroskopischen Untersuchungen festgestellten Unterschiede des Aufbaus diese Syntypen drei verschiedenen Gattungen zu.
Bisher sind folgende Morphotaxa neu beschrieben worden:
- Pullisilvaxylon daughertii
- Pullisilvaxylon arizonicum
- Chinleoxylon knowltonii
- Silicisilvaxylon imprimicrystallus
- Crystalloxylon imprimicrystallus
- Crystalloxylon secundacrystallus
- Arboramosa semicircumtrachea
- Protocupressinoxylon arizonica
- Ginkgoxylpropinquus hewardii
- Protopiceoxylon novum

## Beschreibung
Die versteinerten Stämme sind meistens lang und besitzen einen Durchmesser von bis zu drei Metern, so dass Baumhöhen von bis zu 60 m angenommen werden. Die auf den ersten Blick gleichartigen Stammoberflächen weisen Astnarben auf, die nicht als Wirbel angeordnet, sondern unregelmäßig über den Stamm verteilt sind. Einige der Exemplare zeigen Reste von Rinde, die der der modernen Araucaria heterophylla nicht ähnelt. Die Ast- und Stammbruchstücke weisen oft Bohrlöcher von Insekten und Reste von Stöcken vorzeitlicher Insekten auf, die mit modernen Bienen verglichen wurden.
Die Pflanzenfossilien liegen als Bruchstücke von Stämmen und Ästen vor, die schwarze, rote bis purpurfarbene, gelbe und selten grüne Farben aufweisen. Schwarze Farben weisen auf einen merklichen Gehalt an organischem Kohlenstoff hin. Die roten und gelben Farben werden durch große Eisenoxid-Teilchen hervorgerufen: die roten durch Hämatit und die gelben durch Limonit. Der purpurfarbene Schimmer mancher versteinerter Holzstücke geht auf sehr kleine Kügelchen von Hämatit zurück, die in der Quarz-Grundmasse verteilt sind. Die selten auftretenden grünen Farben werden auf Chrom zurückgeführt.
Die Stämme treten fast immer in wahrscheinlich zusammengeschwemmten Gruppen auf, nur in einigen Fällen scheinen sie in normaler Wachstumsposition erhalten zu sein. Zusammen mit Araucarioxylon arizonicum kommen Woodworthia arizonica, Dadoxylon chaneyi, Lyssoxylon grigsbyi, Charmorgia dijolli und Schilderia adamanica  vor, die zum Teil mit bloßem Auge von diesen unterschieden werden können.

## Verbreitung
Die bisher Araucarioxylon arizonicum zugeschriebenen versteinerten Stämme kommen in der Chinle-Formation der späten Trias vor, die die Stufen Karnium und Norium umspannt. Ihre Gesteine wurden in Flüssen und Seen abgelagert oder entstammen Überflutungsebenen. Häufig sind die Fossilien im unteren Teil (Shinarump-Member) der Chinle-Formation, auffällig vor allem im südöstlichen Utah. Ebenfalls häufig sind sie im Sonsela-Member, der in der südlichen Hälfte des Petrified Forest aufgeschlossen ist. Noch jüngere Vorkommen liegen im obersten Teil der Chinle-Formation, so etwa Wolverine Petrified Forest (südöstliches Utah) und im nördlichen Teil des Petrified Forest. Weitere Vorkommen liegen in New Mexico.